# Бителяк
Бителяк — хутор в Балаковском районе Саратовской области России. Входит в состав Быково-Отрогского муниципального образования.

## История
Мещанский хутор Бителяк упоминается в Списке населённых мест Российской империи по сведениям за 1859 год. Согласно Списку хутор относился к Николаевскому уезду Самарской губернии, на хуторе имелось 22 двора и проживали 77 мужчин и 85 женщин). Хутор располагался при речке Бителяк в 101 версте от уездного города. 
Несмотря на расположение в границах Николаевского уезда Самарской губернии хутор относился к городу Вольску Саратовской губернии. Согласно Списку населенных мест Самарской губернии, по сведениям 1889 года на хуторе имелось 40 дворов, численность населения не указана. 

## Физико-географическая характеристика
Хутор находится в Заволжье, в прибрежье Волги, у озера Бителяк, на высоте около 20 метров над уровнем моря. В окрестностях хутора сохранились пойменные леса. Почвы - пойменные нейтральные и слабокислые.
Хутор расположен примерно в 29 км по прямой в западном направлении от районного центра города Балаково. По автомобильным дорогам расстояние до районного центра составляет 54 км, до областного центра города Саратов - 130 км.
Часовой пояс
Хутор Бителяк, как и вся Саратовская область, находится в часовой зоне МСК+1. Смещение применяемого времени относительно UTC составляет +4:00.

## Население
Динамика численности населения по годам:
| Годы      | 1859 | 2002 |
| --------- | ---- | ---- |
| Население | 162  | 24   |

| 2010 |
| ---- |
| 37   |

Национальный состав
Согласно результатам переписи 2002 года, в национальной структуре населения русские составляли 92 %